# Cuphea parsonsia
Cuphea parsonsia är en fackelblomsväxtart som först beskrevs av Carl von Linné, och fick sitt nu gällande namn av Robert Brown och Ernst Gottlieb von Steudel. Cuphea parsonsia ingår i släktet blossblommor, och familjen fackelblomsväxter. Utöver nominatformen finns också underarten C. p. grisebachiana.